# Bogucianka (kamieniołom)
Bogucianka – nieczynny kamieniołom na wzgórzu Bogucianka w Tyńcu w Krakowie. Pod względem administracyjnym należy do Dzielnicy VIII Dębniki. Pod względem geograficznym należy do Wzgórz Tynieckich na Pomoście Krakowskim w obrębie makroregionu Bramy Krakowskiej. Kamieniołom włączony został w obszar użytku ekologicznego o nazwie Uroczysko Tyniec.
Wejście do kamieniołomu Bogucianka znajduje się zaraz przy przystanku „Tyniec kamieniołom” MPK linii autobusu 112. Wzgórza Tynieckie zbudowane są z wapieni z okresu górnej jury. Od dawna w niektórych z nich eksploatowano je na potrzeby budownictwa. Na wzgórzu „Bogucianka” wydobywano wapienie w kilku miejscach, najbardziej intensywnie w kamieniołomie południowym. Obok niego stoi nieczynny wapiennik, w którym wapienie wypalano. Zaprzestano eksploatacji w latach 70. XX wieku, kamieniołom zaś stał się atrakcją dla geologów.
W ścianie kamieniołomu występują liczne szczeliny pochodzenia tektonicznego, oraz różnorodne formy krasowe. Na powierzchni abrazyjnej znajdują się żółtawo-szare wapienie piaszczyste z dużą ilością skamieniałości z dolnego turonu. W kamieniołomie występują dwa rodzaje wapieni: wapienie skaliste bez krzemieni i uławicone z krzemieniami. Krzemienie te powstały z krzemionkowych szkieletów gąbek zamieszkujących późnojurajskie morze. W niewielkich ilościach w wapieniach zdarzają się kryształy kwarcu i opalu. Krzemienie mają brunatną i brunatno-rdzawą barwę pochodzącą od domieszek związków żelaza. Czasami zdarzają się w nich puste przestrzenie z drobnymi i błyszczącymi kryształkami kwarcu. Przestrzenie te są pustym miejscem po jakimś żywym organizmie.
Szczeliny tektoniczne w wapieniach kamieniołomu wypełnione są materiałem ilasto-piaszczystym, w którym trafia się kalcyt miedziany.

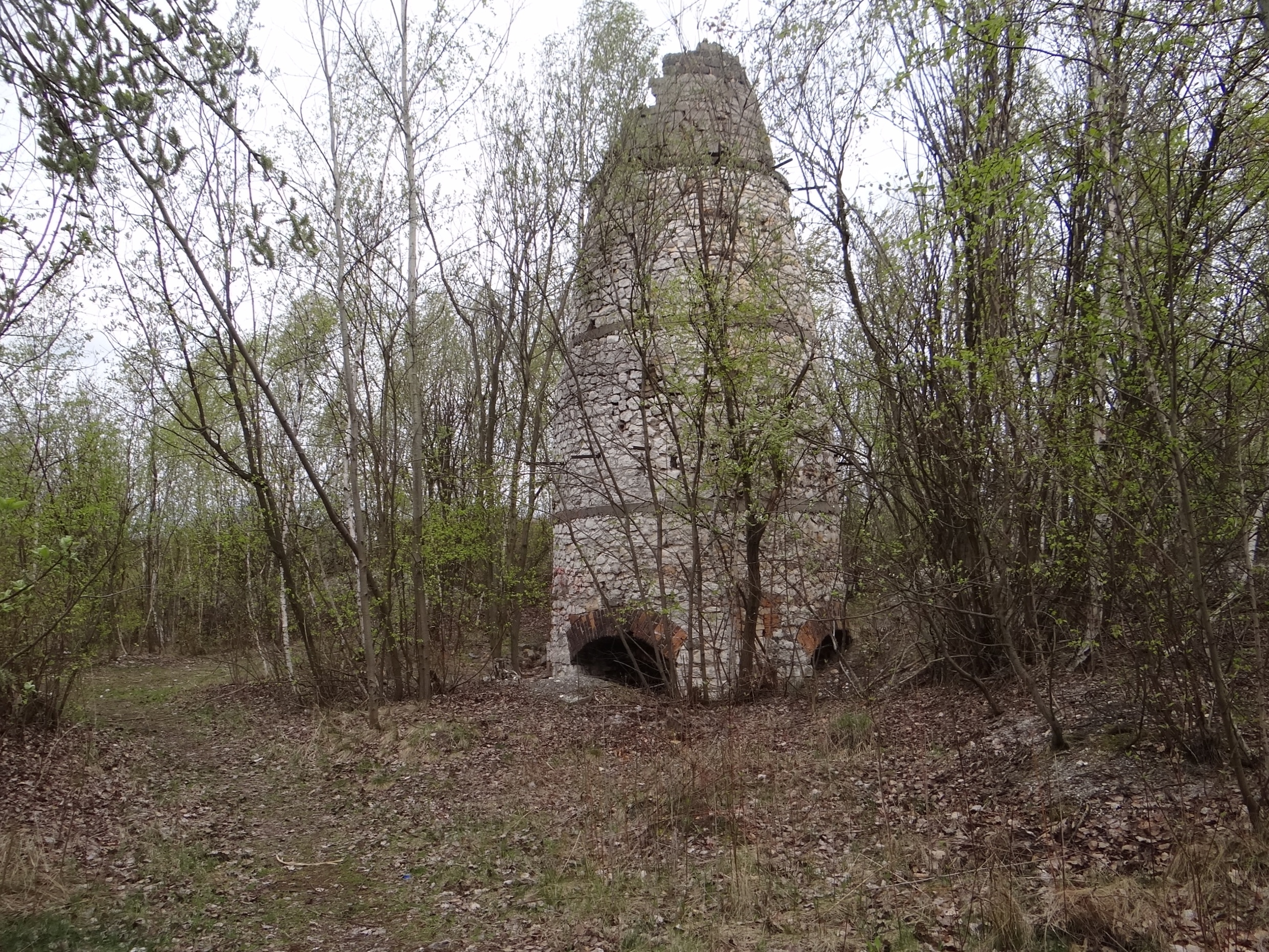
Wapiennik
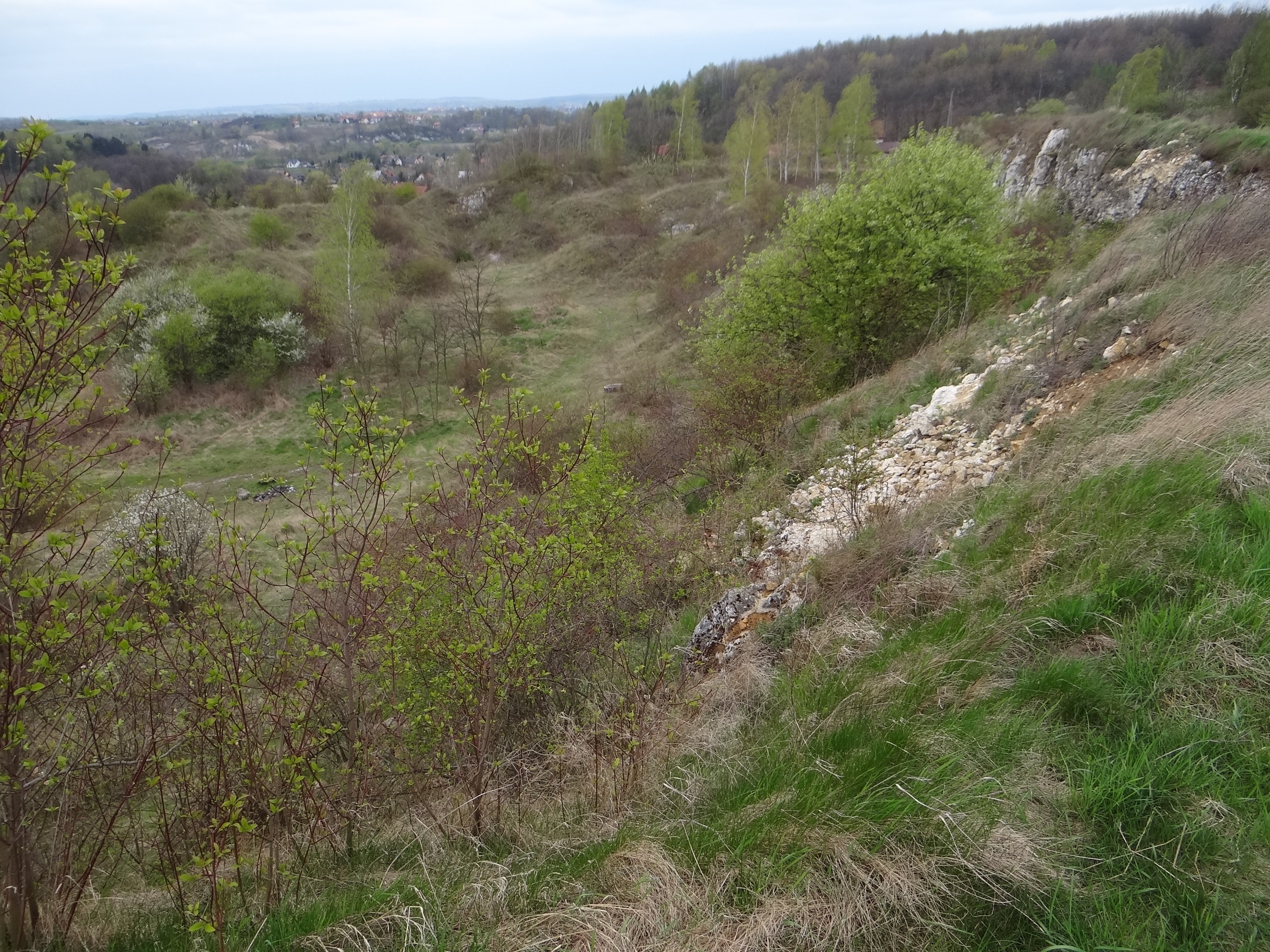
Kamieniołom
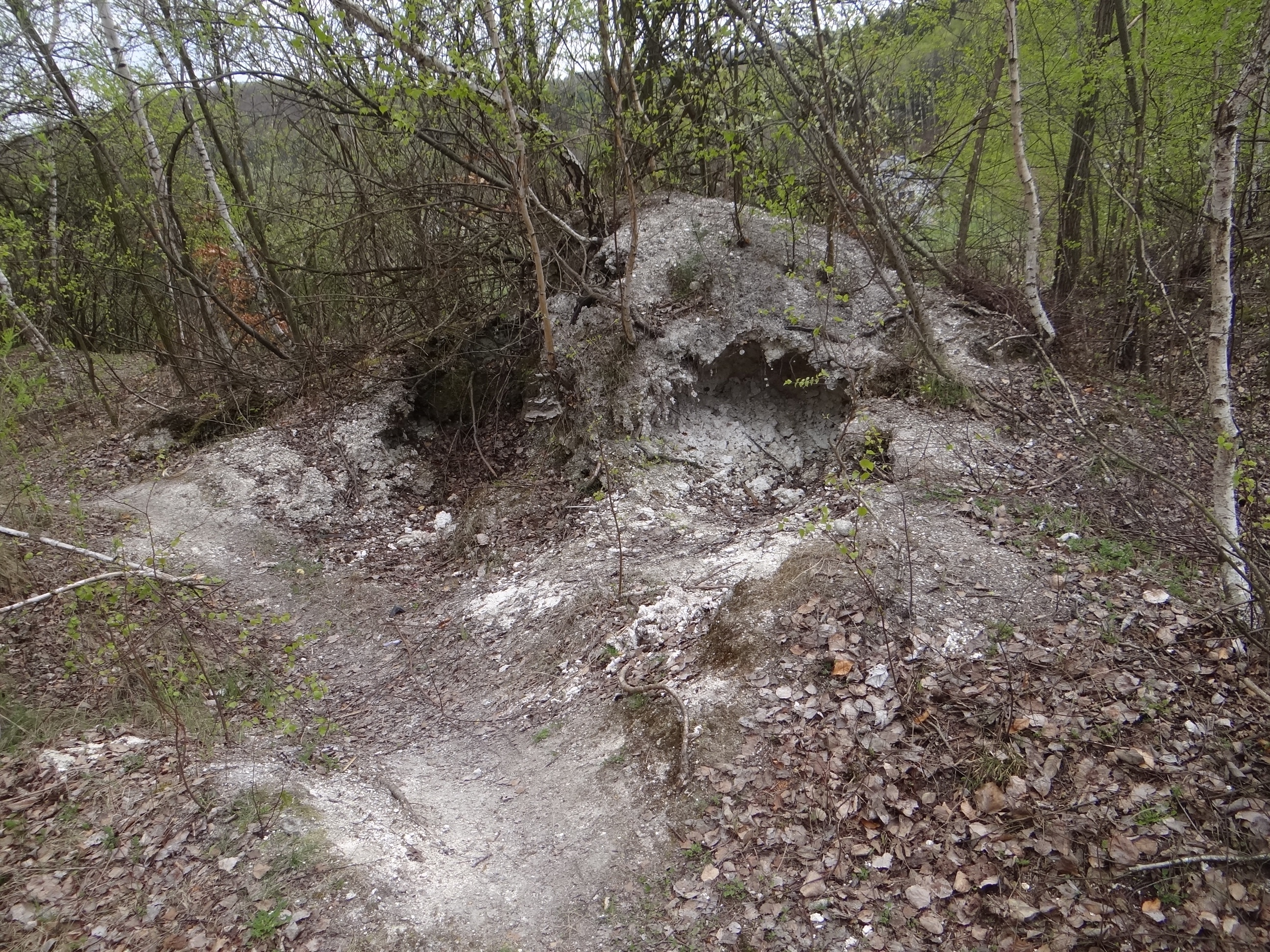
Hałdy urobku
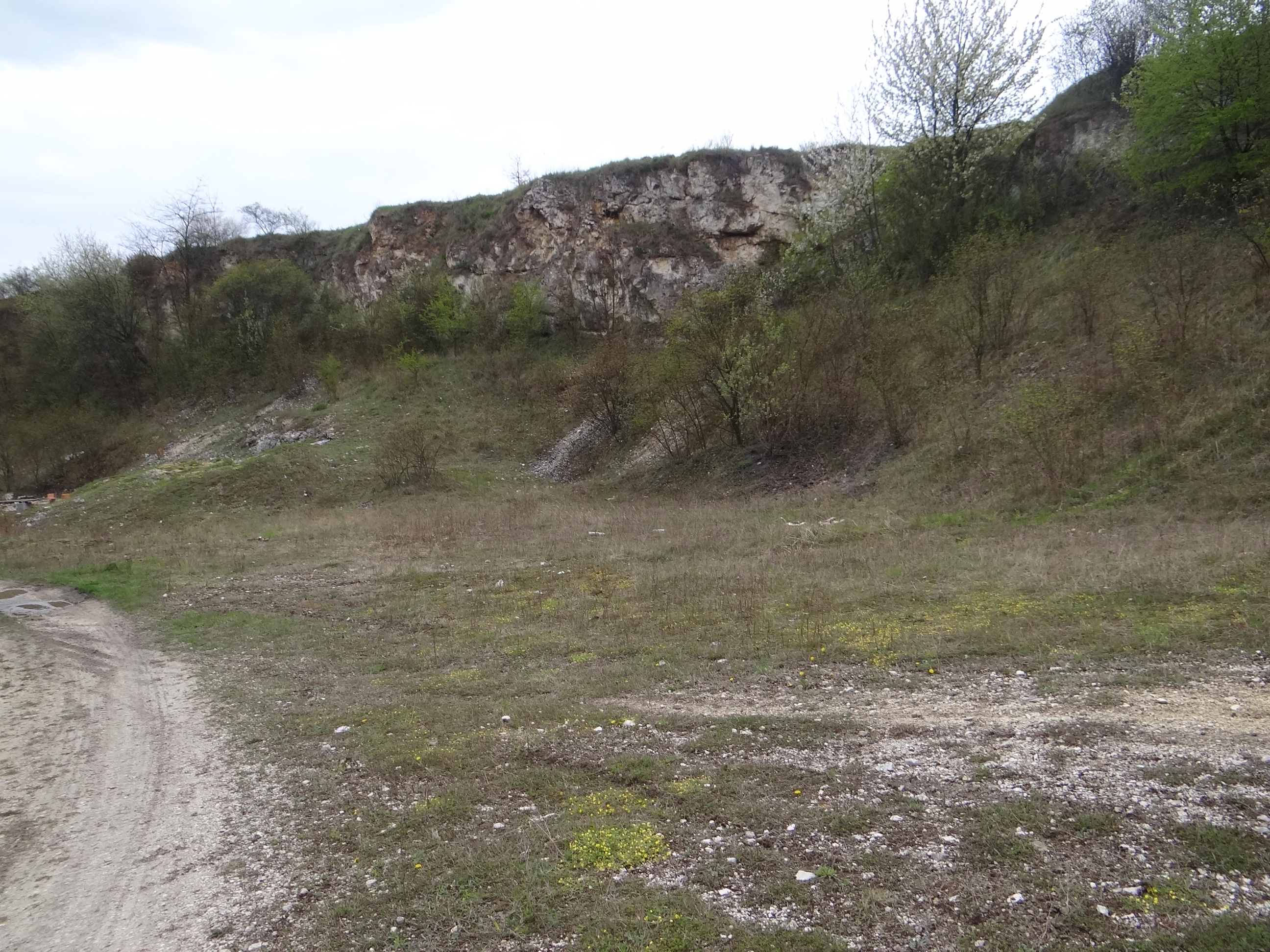
Kamieniołom